# Vynja
Vynja (ryska: Выня) är ett vattendrag i Belarus.   Det ligger i voblasten Minsks voblast, i den centrala delen av landet, 70 km söder om huvudstaden Minsk.
Omgivningarna runt Vynja är en mosaik av jordbruksmark och naturlig växtlighet. Runt Vynja är det ganska glesbefolkat, med 25 invånare per kvadratkilometer.